# Arbre rouge
Arbre rouge est un tableau du peintre néerlandais Piet Mondrian, réalisé entre 1908 et 1909. Il mesure 70 cm sur 99 cm. Il appartient à la collection du musée municipal de La Haye.